# World Combat Games
Die World Combat Games sind ein internationales Sportereignis für Kampfsportarten. Es wird von Sportaccord veranstaltet. Die erste Veranstaltung fand 2010 in Peking statt, die zweite 2013 in Sankt Petersburg. Aufgrund der Auflösung von SportAccord unterschrieb die Nachfolge-Organisation Global Association of International Sports Federations im Herbst 2017 entsprechende Verträge, um die III. Spiele 2019 in Taipeh stattfinden zu lassen; jedoch stellte sich heraus, dass die Organisation einer solchen Veranstaltung in der gegebenen Zeitspanne nicht realisierbar war, sodass die Austragung auf 2021 verschoben wurde.
Aktuell umfasst das Programm folgende Sportarten:
Aikidō, Boxen, Fechten, Judo, Jiu Jitsu, Karate, Kendō, Kickboxen, Muay Thai, Ringen, Sambo, Savate, Sumō, Taekwondo und Wushu. Die Regeln werden dabei von den internationalen Fachverbänden festgelegt.

## Peking 2010
Die erste Ausgabe der Spiele fand vom 28. August bis 4. September 2010 in Peking statt. 1108 Teilnehmer kämpften um 136 Goldmedaillen in den Kampfsportarten Boxen, Judo, Ju-Jitsu, Karate, Kendo, KickBoxen, Muay Thai, Sambo, Sumo, Taekwondo, Ringen und Wushu.
Russland gewann die meisten Goldmedaillen (18), danach folgten China (15) und die Ukraine und Frankreich (je 7).

## Sankt Petersburg 2013
Die Wettkämpfe wurden vom 18. bis 26. Oktober 2013 ausgetragen.
Es wurden Medaillen in 135 Wettbewerben vergeben. Es nahmen Athleten aus 96 Ländern teil. Russland führt mit 47 Goldmedaillen den Medaillenspiegel an, danach folgen Frankreich (12) und Japan (11). Es wurden folgende Wettkämpfe durchgeführt:
| Sport     | Verband | Kategorien | Kategorien | Kategorien |
| Sport     | Verband | Männer | Frauen | Mixed      |
| --------- | ------- | --- | --- | ---------- |
| Aikidō    | IAF     | | |            |
| Boxen     | AIBA    | -49 kg / -52 kg / -54 kg / -60 kg / -64 kg / -69 kg / -75 kg / -81 kg / -91 kg / +91 kg                                                                                                   | -51 kg / -60 kg / -75 kg                                                                                        |            |
| Fechten   | FIE     | Florett, Degen und Säbel | Florett, Degen und Säbel                                                                                        |            |
| Judo      | IJF     | Team | Team |            |
| Jiu Jitsu | JJIF    | - Fighting -62 kg / -69 kg / -77 kg / -85 kg / -94 kg / +94 kg - Duo - Ne-Waza -70 kg / -85 kg / +85 kg                                                                                   | - Fighting -55 kg / -62 kg / -70 kg / +70 kg - Duo - Ne-Waza -58 kg / -70 kg                                    | Mixed Duo  |
| Karate    | WKF     | - Kata - Kumite -60 kg / -67 kg / -75 kg / -84 kg /+84 kg | - Kata - Kumite -50 kg / -55 kg / -61 kg / -68 kg / +68 kg                                                      |            |
| Kendō     | FIK     | | |            |
| Kickboxen | WAKO    | - Vollkontakt -63,5 kg / -71 kg / -91 kg - Pointfighting -63 kg / -74 kg / -84 kg - Low-Kick -67 kg / -75 kg / -81 kg                                                                     | - Vollkontakt -56 kg - Pointfighting -60 kg - Low-Kick -52 kg                                                   |            |
| Muay Thai | IFMA    | -54 kg / -57 kg / -63,5 kg / -67 kg / -71 kg / -75 kg / -81 kg / -91 kg | -51 kg / -54 kg / -60 kg                                                                                        |            |
| Ringen    | FILA    | - Belt-Wrestling -90 kg / +90 kg - Pankration -66 kg / -77 kg / -84 kg - Grappling Gi -71 kg / -92 kg - Grappling NoGi -66 kg / -77 kg / -84 kg - griechisch-römisch Team - Freistil Team | - Grappling Gi -64 kg - Grappling NoGi -58 kg - Freistil Team                                                   |            |
| Sambo     | FIAS    | -74 kg / -90 kg / 100 kg | -48 kg / -56 kg / -68 kg                                                                                        |            |
| Savate    | FISav   | - Combat -60 kg / -65 kg / -75 kg / -75 kg / -80 kg / -90 kg - Canne de Combat | Assaut -52 kg / -56 kg / -60 kg / -70 kg                                                                        |            |
| Sumō      | ISF     | Leichtgewicht, Mittelgewicht, Schwergewicht und offene Klasse | Leichtgewicht, Mittelgewicht, Schwergewicht und offene Klasse                                                   |            |
| Taekwondo | WTF     | Kyorugi Team | Kyorugi Team |            |
| Wushu     | IWUF    | - Taolu - Changquan, Daoshu, Gunshu All-Round - Taolu - Taijiquan & Taijijian All-Round - Sanda -60 kg / -65 kg / -70 kg / -75 kg / -80 kg / -85 kg / -90 kg                              | - Taolu - Changquan, Daoshu, Gunshu All-Round - Taolu - Taijiquan & Taijijian All-Round - Sanda -52 kg / -60 kg |            |